# Saint-Gilles-Vieux-Marché
Saint-Gilles-Vieux-Marché (en bretó Sant-Jili-ar-C'hozhvarc'had) és un municipi francès, situat a la regió de Bretanya, al departament de Costes del Nord. L'any 1999 tenia 302 habitants.

## Demografia
| 1962                                       | 1968 | 1975 | 1982 | 1990 | 1999 |
| ------------------------------------------ | ---- | ---- | ---- | ---- | ---- |
| 595                                        | 543  | 449  | 415  | 324  | 302  |
| Des de 1962: població sense dobles comptes |      |      |      |      |      |

## Administració
| Període | Identitat                       | Partit |
| ------- | ------------------------------- | ------ |
| 2001-   | Marie-Françoise de Saint-Pierre |        |